# Жовта застава
«Жовта застава» (англ. The Yellow Pawn) — американська мелодрама режисера Джорджа Мелфорда 1916 року.

## У ролях
- Воллес Рід — Джеймс Велдон
- Клео Ріджлі — Кейт Тернер
- Вільям Конклін — Аллен Перрі
- Том Форман — Філіп Грант
- Ірен Елдвін — Меріен Тернер
- Кларенс Гелдарт — містер Тернер
- Джордж Вебб — Том Велдон
- Джордж Кува
- Олів Кері